# لوئی-نیکولا داوو
لوئی-نیکولاس داووت (انگلیسی: Louis-Nicolas Davout; ۱۰ مهٔ ۱۷۷۰ – ۱ ژوئن ۱۸۲۳)، یکی از فرماندهان امپراتوری اول فرانسه در عصر ناپلئون بود. وی در کنار آندره ماسنا و ژان لان یکی از بزرگترین فرماندهان ارتش ناپلئون بود. نام وی به عنوان یکی از فرماندهان بزرگ در طاق پیروزی پاریس درج شده‌است.